# Neyagawa
Neyagawa (寝屋川市, Neyagawa-shi) és una ciutat i municipi de la prefectura d'Osaka, a la regió de Kansai, Japó. Neyagawa és la desena ciutat més poblada de la prefectura i forma part de l'àrea metropolitana d'Osaka.

## Geografia
La ciutat de Neyagawa es troba al centre-est de la prefectura d'Osaka i pertany de manera no oficial a la regio de Kitakawachi o Kawachi nord, en record a l'antiga província del mateix nom. El terme municipal de Neyagawa limita amb els municipis de Settsu, Takatsuki i Hirakata al nord, amb Shijōnawate i Kadoma al sud, amb Moriguchi a l'oest i amb Katano a l'est. El municipi, a causa de la seua proximitat amb la capital prefectural, Osaka, forma part de l'àrea metropolitana d'aquesta.

## Història
Fins a l'era Meiji, l'àrea on actualment es troba Neyagawa formava part de l'antiga província de Kawachi. La ciutat de Neyagawa va ser fundada el 3 de maig de 1951.

## Transport

### Ferrocarril
- Ferrocarril Elèctric Keihan
  - Estació de Kayashima
  - Estació de Neyagawa
  - Estació de Kōrien
- Companyia de Ferrocarrils del Japó Occidental
  - Estació de Neyagawakōen (antigament Higashi Neyagawa)

### Carretera
- Nacional 1
- Nacional 163
- Nacional 170

## Agermanaments
- Susami, prefectura de Wakayama, Japó. (1976)
- Mimasaka, prefectura d'Okayama, Japó. (1991)
- Newport News, Virgínia, EUA. (1982)
- Oakville, Ontàrio, Canadà. (1984)[4]
- Luwan, Shanghai, RPX. (1994)